# Biblioteca Padre Antonio Fania

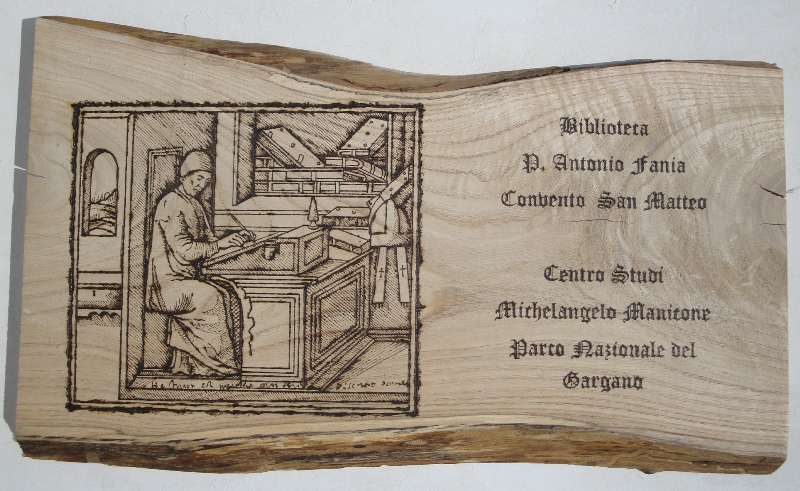
Targa all'ingresso della biblioteca

La Biblioteca Padre Antonio Fania è una biblioteca con sede a San Marco in Lamis, nel Gargano, in Provincia di Foggia.

## Storia
La biblioteca francescana provinciale "Padre Antonio Fania", venne fondata nel 1905 dai frati minori della Provincia di San Michele Arcangelo di Puglia e Molise nel Convento di San Matteo sul Gargano dopo la lontananza "forzata" dei religiosi dovuta alle vicende risorgimentali.
Nata con un indirizzo prevalentemente teologico, il patrimonio librario della Biblioteca venne notevolmente arricchito grazie al lavoro di Padre Diomede Scaramuzzi, autore di pregevoli opere di teologia, portandolo a 7.000 libri nel 1937 e addirittura ad oltre 15.000 nel 1939, a cui si aggiunse anche un terzo fondo librario proveniente dai vari conventi soppressi.
Intorno al 1965 si decise di estendere il patrimonio librario anche all'ambito laico e a questa idea collaborarono intellettuali di grande valore tra cui il professor Angelo Ciavarella, Direttore della Biblioteca Palatina di Parma, il professor Antonio Quacquarelli dell'Università di Bari, il professor Antonio Caterino, sovrintendente ai beni librari della Puglia.
Con il 100º anniversario della morte di San Bonaventura (1974) e con l'800º anniversario della nascita di San Francesco (1981), la biblioteca divenne un vero e proprio cenacolo culturale tuttora molto attivo.. Nello stesso anno fu inaugurata l'esposizione archeologica e le prime mostre della Bibbia. Furono allora aggiunti i fondi librari antichi sopravvissuti nei conventi di Ascoli Satriano e Manfredonia insieme a generose donazioni di molte famiglie della Capitanata.Dal 1980 in poi vennero portati nella biblioteca sanmarchese un gran numero di dipinti, statue e reliquiari di chiese e monasteri dove non era più possibile garantirne l'adeguata conservazione e sicurezza. La biblioteca, che attualmente accoglie un patrimonio librario di circa 300.000 titoli, svolge servizio pubblico, partecipa alla catalogazione collettiva delle biblioteche nel SBN attraverso il Polo delle biblioteche della Regione Puglia e nel 2019 è stata riconosciuta dal Ministero per i beni e le attività culturali - Soprintendenza Archivistica e Bibliografica della Puglia e della Basilicata di "eccezionale interesse culturale". Dal 2020 è inoltre sede dell'Archivio Storico provinciale dei Frati minori di Puglia e Molise.